# Дигидроксид-оксид титана
Дигидрокси́д-окси́д тита́на (метатитановая кислота, β-титановая кислота) — неорганическое соединение, оксогидроксид титана с формулой TiO(OH)2 или H2TiO3, белое аморфное вещество, не растворимое в воде.

## Получение
- Действие раствора щелочи на растворимую оксосоль титана:

{\displaystyle {\mathsf {TiOSO_{4}+2NaOH\ {\xrightarrow {}}\ TiO(OH)_{2}\downarrow +Na_{2}SO_{4}}}}
- Действие раствора щелочи на растворимую соль титана(IV):

{\displaystyle {\mathsf {TiCl_{4}+4NaOH\ {\xrightarrow {}}\ TiO(OH)_{2}\downarrow +4NaCl+H_{2}O}}}
- Возникает при медленном распаде ортотитановой кислоты:

{\displaystyle {\mathsf {H_{4}TiO_{4}\ {\xrightarrow {}}\ H_{2}TiO_{3}+H_{2}O}}}

## Физические свойства
Дигидроксид-оксид титана — белое аморфное вещество.
Из раствора выпадает в виде гидрата TiO2·n H2O.
Свежеосаждённое вещество химически активнее «старого» осадка.

## Химические свойства
- Разлагается при нагревании:

{\displaystyle {\mathsf {TiO(OH)_{2}\ {\xrightarrow {600-700^{o}C}}\ TiO_{2}+H_{2}O}}}
- Реагирует с концентрированными кислотами:

{\displaystyle {\mathsf {TiO(OH)_{2}+H_{2}SO_{4}\ {\xrightarrow {100^{o}C}}\ TiOSO_{4}\downarrow +2H_{2}O}}}
{\displaystyle {\mathsf {TiO(OH)_{2}+2HNO_{3}\ {\xrightarrow {}}\ Ti(NO_{3})_{2}(OH)_{2}+H_{2}O}}}
- Реагирует с перекисью водорода (качественное обнаружение):

{\displaystyle {\mathsf {TiO(OH)_{2}+H_{2}O_{2}+(n-2)H_{2}O\ {\xrightarrow {}}\ TiO(O_{2})\cdot nH_{2}O\downarrow }}} — жёлтый осадок;
{\displaystyle {\mathsf {TiO(OH)_{2}+H_{2}O_{2}+2HNO_{3}+H_{2}O\ {\xrightarrow {}}\ [Ti(H_{2}O)_{4}](O_{2})(NO_{3})_{2}\downarrow }}} — жёлтый осадок;
{\displaystyle {\mathsf {TiO(OH)_{2}+4H_{2}O_{2}+4KOH\ \xrightarrow {} \ K_{4}[Ti(O_{2})_{4}]\downarrow +7H_{2}O}}} — бесцветный раствор.